# Шапошников, Христофор Георгиевич
Хачатур (Христофор) Георгиевич Шапошников (12 [24] марта 1872 — 25 января 1938) — советский учёный-биолог, основатель Кавказского заповедника.

## Биография
Родился в Майкопе 12 (24) марта 1872 года в большой семье купца II гильдии, владельца спиртзавода Георгия Никитовича Шапошникова — первого городского головы Майкопа, армянин по национальности. Династия Майкопских Шапошниковых ведёт своё начало от нахичеванского армянина Никиты Шапошникова.
С детства Хачатур увлекался коллекционированием бабочек, что впоследствии переросло в серьёзное увлечение энтомологией.
В 1892 г. окончил реальное училище в Екатеринодаре, в 1901 г. — Рижский политехнический институт (диплом агронома первого разряда), в 1903—1906 гг. был слушателем Берлинского университета. Побывал в зоологических экспедициях по Северной Африке, Средней Азии, Закавказью, Турции.
Возвратившись в 1907 г. из Берлина в Майкоп, Хачатур Георгиевич устроился лесничим в Белореченское лесничество Войска Кубанского. В наследство от разорившегося отца Шапошников получил большой дом в центре Майкопа, половину которого превратил в общедоступный музей.
В 1909 г. Хачатур Георгиевич послал письмо в Российскую Академию наук с обоснованием необходимости заповедать арендуемую у Войска Кубанского территорию, где существовала хорошо охраняемая великокняжеская «Кубанская охота», которую в связи с окончанием срока аренды предполагалось передать казачьим станицам. Необходимость создания заповедника Шапошников аргументировал угрозой исчезновения кавказского зубра. В письме были очерчены и границы заповедника. На его основе академик H. Насонов сделал доклад, побудивший Академию наук к созыву особой комиссии по организации, в которой, как войсковой лесничий, принял участие и сам Х. Г. Шапошников. Однако, по ряду причин, связанных с разделом земли кубанскими казаками, дело тогда существенно не продвинулось.
С 1914 по 1917 гг. Х. Г. Шапошников воевал на турецком фронте прапорщиком, затем был переведён в Москву, в Главное артиллерийское управление. Во время февральской революции Шапошников вывел солдат освобождать московские тюрьмы. В сентябре 1918 г. в Майкопе он спас жизнь крупному кавказскому большевику Шевцову, который затем, при освобождении Майкопа красными, добился у Ворошилова и Буденного охранной грамоты на зоологическую коллекцию своего спасителя, а также оказал помощь с организацией Кавказского заповедника.
Тогда Хачатуру Георгиевичу пришлось проявить предпринимательскую инициативу. Ему удалось арендовать «под охоту» весь район, однако сменилась власть, и пришлось начинать все сначала.
Уже в начале 1920 г. о проекте Кавказского заповедника узнали в Наркомпросе РСФСР. 21 апреля 1920 г. работник этого наркомата Тер-Оганезов телеграфировал Луначарскому:

"…грозит полное уничтожение кавказского зубра… Впредь до приезда из Москвы представителя Наркомпроса для разработки… плана устройства заповедника необходимо немедленно поручить организацию временной охраны зубрового заповедника агроному, бывшему лесничему Христофору Георгиевичу Шапошникову, известному в московских научных кругах в качестве опытного охотника и естествоиспытателя
— Государственный архив Российской Федерации
Состоя в политпросвете будённовской армии лектором, Шапошников смог заинтересовать идеей заповедника некоторых членов Реввоенсовета. Благодаря поддержке деятеля охраны природы А. П. Протопопова и уполномоченного Реввоенсовета Штейнгауза, 3 декабря 1920 г. Кубано-Черноморский Ревком утвердил Постановление № 408 о создании Кубанского высокогорного заповедника.
Шапошников с большим старанием выбирал егерей, научных сотрудников, добывал средства, не прекращая работу даже свалившись в сыпняке, которым заразился во время поездки в Краснодар. Управление заповедником в первые годы он разместил в своём доме, во второй по величине комнате. В двух поменьше жила семья, а в самой большой находились коллекции и научная библиотека.
Принимает участие Х. Г. Шапошников и в других природоохранных акциях — 3 декабря 1924 г. он присутствует в Москве на Первом учредительном собрании Всероссийского общества охраны природы.
В 1928 г. Хачатур Георгиевич выступает с большим докладом о заповеднике на заседании Центрального бюро краеведения, в трёх номерах журнала «Охрана природы» публикует о нём статьи.
С 1926—1927 гг. у Хачатура Георгиевича возник серьёзный конфликт с местными хозяйственниками, желавшими задействовать территории заповедника под выпас скота. Разбирать спор приехал известный партийный деятель H. И. Подвойский, затем дело передали в Рабоче-крестьянскую инспекцию. Были у Шапошникова конфликты и с Главнаукой Наркомпроса РСФСР, непосредственно курировавшей заповедник. В итоге в мае 1930 г. писателю Серафимовичу пришлось заступиться за Х. Г. Шапошникова в газете «Правда». Все обвинения против Шапошникова были сняты, но в заповеднике он больше не работал.
Однако охраной природы заниматься продолжал. Так, по его инициативе, в 1929 г. Северо-Кавказский краевой исполком принял постановление о запрете охоты на выдру, запасы которой к тому времени очень истощились.
Ещё будучи на посту директора заповедника, и позже, Х. Г. Шапошников часто выступал с лекциями об охране природы, организовывал экскурсии в горы и в свой музей. Часть личных сборов он передал в ЗИH АН СССР, другие его коллекции пополнили Майкопский краеведческий музей.
Директором Кавказского заповедника Хачатур Георгиевич проработал 8 лет, затем некоторое время трудился в карантинной инспекции. В начале 1937 г. стал персональным пенсионером.
Арестовали учёного в Майкопе в ночь с 5 на 6 ноября 1937 г., накануне его чествования как старейшины города. Основанием послужили показания обвиняемых, в которых называется фамилия Шапошникова как участника контрреволюционной повстанческой организации. Постановлением Тройки УНКВД по Краснодарскому краю Х. Г. Шапошников был расстрелян 25 января 1938 г.
Дом у семьи Шапошниковых отобрали (заставив предварительно отремонтировать) и заселили сотрудниками НКВД. Все рукописи, книги и многие коллекции учёного были уничтожены. Пропали и две почти готовые к публикации монографии.
До сегодняшнего дня сохранилась лишь часть его энтомологической коллекции, причём одна её половина хранится в Зоологическом институте Российской Академии Наук в Санкт-Петербурге, а другая — в Национальном музее Республики Адыгея, в Майкопе. В научном архиве Кавказского заповедника хранятся некоторые книги из библиотеки Х. Г. Шапошникова, его фотонегативы.
20 октября 1956 г. постановлением президиума Краснодарского краевого суда Х. Г. Шапошников реабилитирован посмертно за отсутствием в его действиях состава преступления. Лишь спустя 50 лет, в 1989 году его сыну, Георгию Христофоровичу Шапошникову, удалось узнать детали ареста и расстрела отца. Место захоронения не известно.

## Сочинения
Х. Г. Шапошников серьёзно занимался изучением отряда Чешуекрылых (бабочек) Западного Кавказа. Итогом этой работы должны были стать несколько монографий, над которыми Христофор Георгиевич упорно работал вплоть до ареста. Подспорьем в этом деле ему служила его богатейшая энтомологическая коллекция и обширная библиотека.

## Разное
- Х. Г. Шапошников один из первых высказал идею создания биосферных заповедников.
- Министр природных ресурсов России Юрий Трутнев (24.12.2007) подписал приказ о присвоении имени Хачатура Шапошникова ФГУ «Кавказский государственный природный биосферный заповедник».
- Сын — Георгий Христофорович Шапошников, научный сотрудник ЗИН РАН, энтомолог.